# Гареєвка
Гаре́євка (рос. Гареевка, башк. Гәрәй) — присілок у складі Калтасинського району Башкортостану, Росія. Входить до складу Кельтеївської сільської ради.
Населення — 15 осіб (2010; 37 у 2002).
Національний склад:
- татари — 65 %
- башкири — 30 %